# Pälshandeln på den amerikanska prärien 1785-1850
Pälshandeln på den amerikanska prärien 1785-1850 ägde rum efter sex olika system. Fem av dessa krävde prärieindianernas medverkan. Peddlers besökte årligen bestämda indianbyar, medan residents var bofasta handelsmän vilka integrerats i det indianska lokalsamhällena. Det federala faktorisystemet försökte genom offentlig konkurrens hålla de privata handelsföretagens priser och praktiker på en anständig nivå, men kom att avskaffas på grund av sin ineffektivitet. Handeln kom sedan att domineras av de stora handelskompanierna vilka liksom karavanseraljerna var beroende av indianska producenter. Det sjätte systemet försökte genom att använda euro-amerikanska jägare exploatera naturtillgångarna utan att ge något tillbaka till urbefolkningen.

## Nordhandelsmän 1785-1812

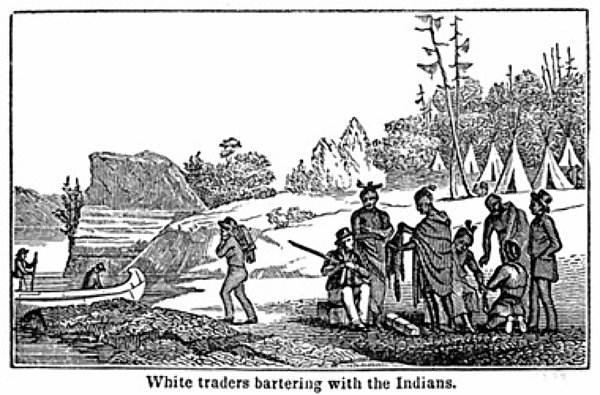
Peddlers reste till indianbyarna för att bedriva handel.

Periodiskt resande peddlers (gårdfarihandlare) eller Northern Traders (nordhandlare) besökte regelbundet vissa prärieindianska byar, antingen på eget bevåg eller som ombud för ett pälshandelskompani. Systemet hade sitt ursprung i Kanada och det var framförallt Montréalbaserade handelskompanier, till exempel Nordvästkompaniet, som på detta vis fann avsättning för sina produkter på den norra prärien. Gårdfarihandlare färdades till fots med hjälp av indianska vägvisare. De förde med sig mindre varor, som eldvapen, vapentillbehör, knivar, tobak, filtar och glaspärlor. De hade ofta med sig utdrag ur handelskompanierna vilket visade vilka indianer som fått ut varor mot förskott från handelsfaktorierna norr om gränsen. Indianerna lämnade i utbyte buffelhudar, varg- och rävskinn, bäverskinn och andra pälsverk. Handelsmännen tog även emot hundar, majs och slavkvinnor. Klövjehästar var en absolut nödvändighet för att kunna föra med sig de tunga bytesvarorna norrut.

## Bofasta handelsmän
Residenters (bofasta ombud eller fria handlare)  bodde i olika prärieindianska byar där de var fast rotade i det indianska samhället genom äktenskap.

## Det federala faktorisystemet

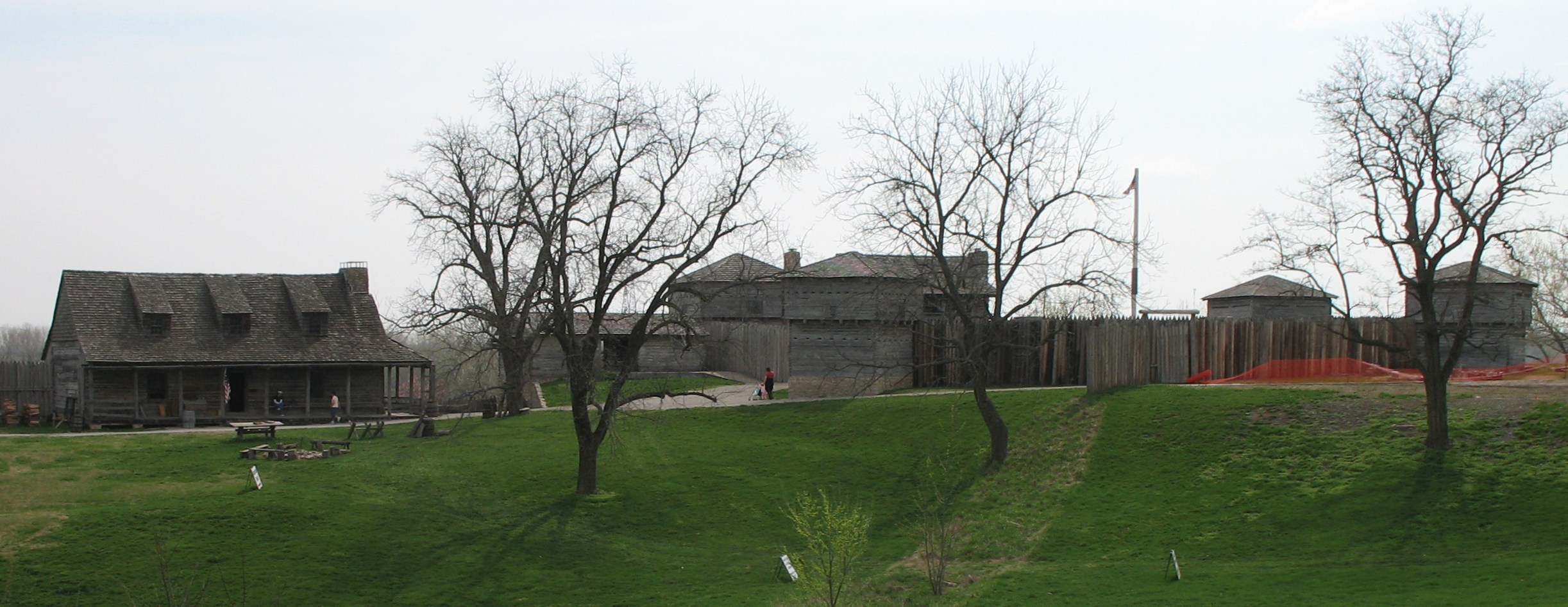
Fort Osage var både ett militärt etablissemang och ett federalt handelsfaktori.

Thomas Jefferson var initiativtagare till de federala faktorisystemet vilket inrättades 1795. Det bestod av en kombination av licensierade privata pälshandlare och federala handelsfaktorier. Syftet var att locka bort de amerikanska indianerna från de brittiska och spanska kommersiella och därmed politiska influenserna och uppmuntra goda relationer med Förenta Staterna samt genom att för billiga priser sälja goda varor förhindra att privata handelsintressen skodde sig på indianerna. När de Montréalbaserade handelskompanierna efter 1812 års krig i stor utsträckning kunde förhindras att bedriva verksamhet på amerikanskt territorium, började de privata intressena verka för att de federala faktorierna skulle läggas ned. Senator Thomas Hart Benton var den drivande politiska kraften och nådde sitt mål 1822, genom att påvisa de stora kostnader för statsverket som faktorisystemet åstadkom, trots att det skulle vara självbärande.

## Privata handelsfaktorier

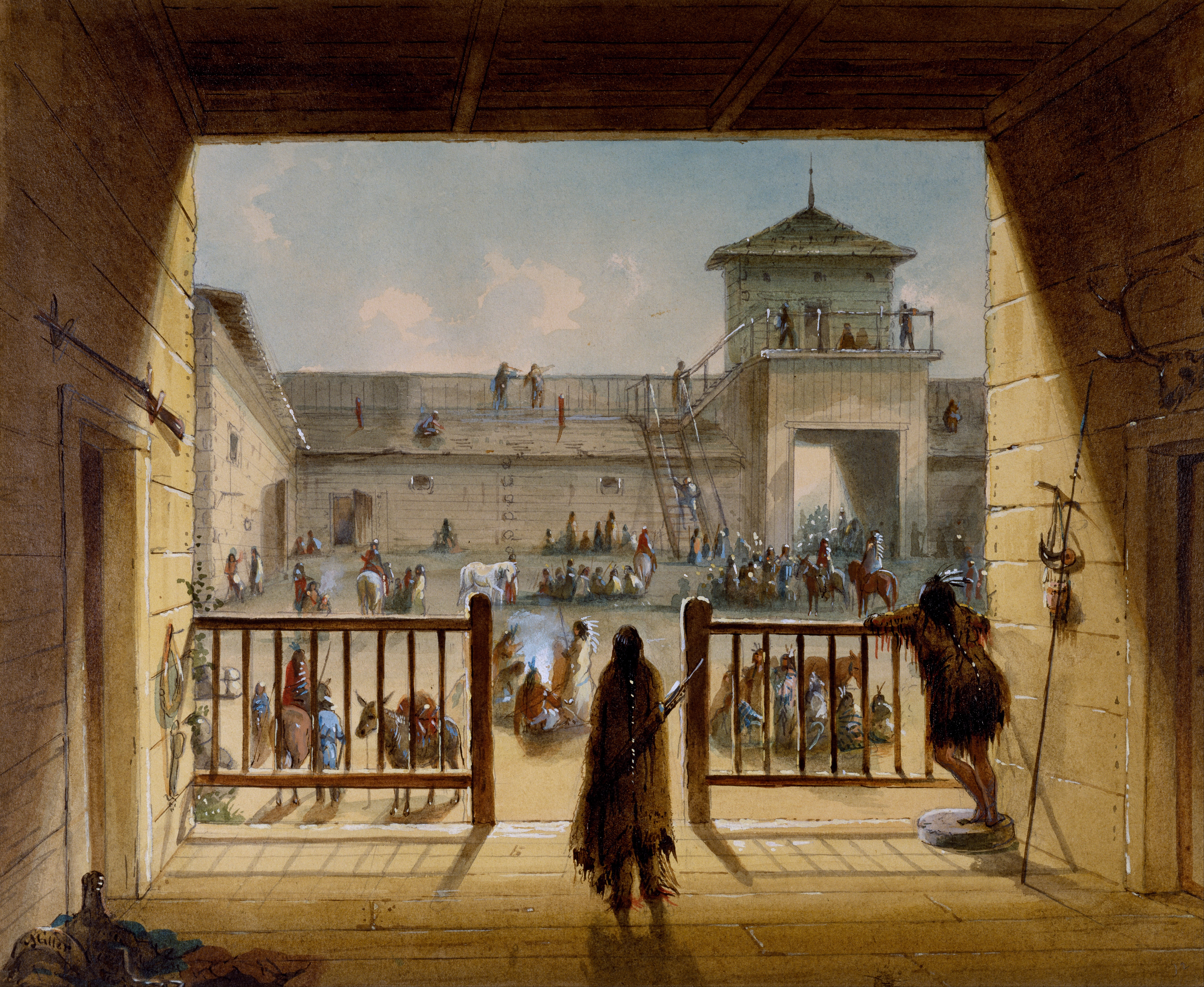
Det inre av Fort Laramie, ett handelsfort på den amerikanska prärien.

Privata handelsfaktorier, handelsstationer eller handelsfort var väl utvecklade av både Nordvästkompaniet och Hudson's Bay Company. Från amerikansk sida var de förnämsta exponenterna American Fur Company, Columbia Fur Company och Pratte, Chouteau & Company. Ett handelsfort var depå för ett större område. Det var beroende av att de indianska "producenterna", det vill säga jägarna och fångstmännen, förde sina pälsverk och hudar till fortet. För indianerna fungerade fortet som en "bank" där man kunde få kredit för varor över vintern vilken sen återbetalades på våren med fångstens avkastning. I områden med kraftig konkurrens tjänade alkohol ofta som ett förödande konkurrensmedel.

## Pälshandel som en del av karavannätet
När Santa Fe Trail hade öppnats 1821 uppkom en årlig karavanhandel mellan Missouri och New Mexico. Längs Santa Fe Trail och Oregon Trail färdades inte bara handelskaravaner och nybyggartåg, utan även handelsmän som köpte upp buffelhudar från prärieindianerna. Längs Santa Fe Trail anlades Bent's Fort både som ett handelsfort och som en karavanseralj och även där köpte man upp buffelhudar.

## Klippiga Bergs-systemet

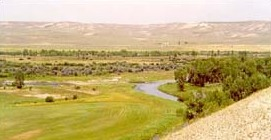
Ofta möttes pälshandelsköparna vid ett rendevouz. På denna plats, Upper Green River, ägde sex rendevouz rum: 1833, 1835, 1836, 1837, 1839, 1840.

Euro-amerikanska fångstmän som själva bedrev fångst och därmed gick förbi de indianska jägarna var grunden i det som kallas Rocky Mountain system. John Colter var en av de första vita trappers på prärien och Manuel Lisa var den förste som försökte att systematiskt organisera denna handels- och produktionsform. De möttes dock av stort motstånd från de lokala indianerna. Den förste som framgångsrikt genomförde denna metod var William Henry Ashley vilken, trots Arikarakriget, skapade ett system som inte var beroende av indiansk medverkan och fasta handelsfort eller stationer.